# Vietnams provinser

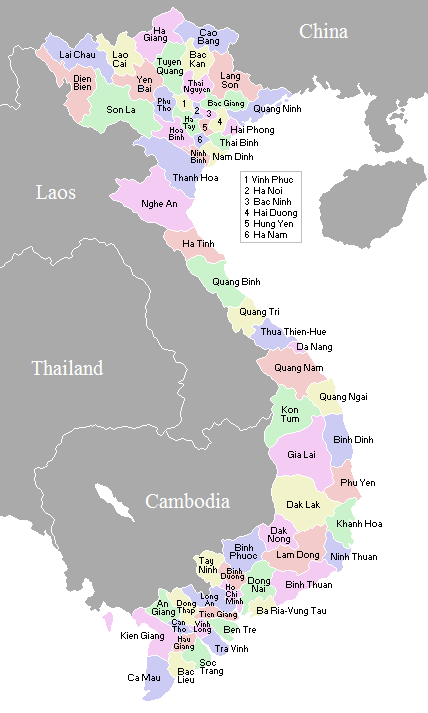
Karta över Vietnams provinser. Kartan är dock inte korrigerad efter Hanois utökade gräns från 2008, då bland annat Ha Tay upphörde att existera som provins.

Vietnam är indelat i 58 provinser (tinh, singular och plural) och 5 kommuner* (thu do, singular och plural):

## Norra Vietnam
Nordvästra regionen: Dien Bien, Hoa Binh, Lai Chau, Son La
Nordöstra regionen: Bac Giang, Bac Kan, Cao Bang, Ha Giang, Lang Son, Lao Cai, Phu Tho, Quang Ninh, Thai Nguyen, Tuyen Quang, Yen Bai
Röda flodens deltaregion: Bac Ninh, Hai Duong, Hai Phong*, Ha Nam, Hanoi*, Hung Yen, Nam Dinh, Ninh Binh, Thai Binh, Vinh Phuc

## Centrala Vietnam
Centrala höglandsregionen: Dak Lak, Dak Nong, Gia Lai, Kon Tum, Lam Dong
Nordcentrala regionen: Ha Tinh, Nghe An, Quang Binh, Quang Tri, Thanh Hoa, Huế*
Sydcentrala kustregionen: Binh Dinh, Da Nang*, Khanh Hoa, Phu Yen, Quang Nam, Quang Ngai

## Södra Vietnam
Mekongflodens deltaregion: An Giang, An Giang, Bac Lieu, Ben Tre, Ca Mau, Can Tho*, Dong Thap, Hau Giang, Kien Giang, Long An, Soc Trang, Tien Giang, Tra Vinh, Vinh Long
Sydöstra regionen: Ba Ria-Vung Tau, Binh Duong, Binh Phuoc, Binh Thuan, Dong Nai, Ho Chi Minh-staden*, Ninh Thuan, Tay Ninh